# Стандартне відображення
Стандартне відображення (англ. Standard map), відоме також як стандартне відображення Чирікова
(англ. Chirikov standard map) та відображення Чирікова — Тейлора (англ. Chirikov-Taylor map) — нелінійне відображення (що зберігає об'єм) для двох канонічних змінних, {\displaystyle (p,x)} (імпульсу та координати).
Відображення відоме своїми хаотичними властивостями, які вперше були досліджені Борисом Чиріковим в 1969 році.
Відображення задається такими ітераційними рівняннями:
{\displaystyle {\begin{array}{lcr}{p}_{n+1}=p_{n}+K\sin x_{n}\\{x}_{n+1}=x_{n}+{p}_{n+1}\end{array}}}
де параметр K контролює хаотичність системи.

## Модель ротатора
Стандартне відображення описує рух класичного ротатора — фіксованого стрижня, на який не діє сила тяжіння і який обертається без тертя в площині навколо осі, що проходить через один з його кінців. Ротатор також зазнає спричинених зовнішньою силою періодичних в часі (з періодом одиниця) ударів нескінченно короткої тривалості. Змінні {\displaystyle x_{n}} та {\displaystyle p_{n}} відповідають куту повороту ротатора та його кутовому моменту після n-ого удару. Стала K описує силу удару. Функція Гамільтона ротатора може бути записана так:
{\displaystyle H={\frac {p^{2}}{2}}+K\cos x~~\delta _{Per}(t),}
де функція {\displaystyle \delta _{Per}(t)} періодична з періодом 1 функція, що на одному періоді збігається з {\displaystyle \delta }-функцією Дірака. З вищенаведеної функції Гамільтона елементарно одержується стандартне відображення.

## Властивості

Рис. 3. K=1.5

Для випадку K=0 відображення є лінійним, тому існують лише періодичні та квазіперіодичні тректорії. При {\displaystyle K\neq 0} відображення стає нелінійним, згідно з теоремою КАМ, відбувається руйнування інваріантних торів
та утворення стохастичних шарів, в яких динаміка є хаотичною. Зростання K призводить до збільшення областей хаосу на фазовій площині {\displaystyle (x,p)}. Завдяки періодичності функції {\displaystyle sin(x)}, динаміку системи можна розглядати на циліндрі [взявши {\displaystyle x~mod(2\pi )}] або на торі [взявши {\displaystyle (x,p)~mod(2\pi )}].
Стаціонарні точки відображення визначаються з умови 
{\displaystyle (x_{n},p_{n})=(x_{n+1},p_{n+1})}. На інтервалі {\displaystyle x\in [0,2\pi [}, {\displaystyle p\in [0,2\pi [} такими точками є {\displaystyle (0,0)}
та {\displaystyle (\pi ,0)} (внаслідок симетрчності фазової площини системи
{\displaystyle (x_{n},p_{n})} при інверсії стосовно точки {\displaystyle (\pi ,\pi )} стаціонарні точки {\displaystyle (0,\pi )} та {\displaystyle (\pi ,\pi )} можна не розглядати). Аналіз лінійної стійкості відображення зводиться до аналізу системи рівнянь

{\displaystyle \left[{\begin{array}{c}\delta x_{n+1}\\\delta p_{n+1}\end{array}}\right]={\hat {M}}\left[{\begin{array}{c}\delta x_{n}\\\delta p_{n}\end{array}}\right]~,}

{\displaystyle ~~~~{\hat {M}}=\left[{\begin{array}{cc}1&1+K\cos x_{n}\\1&K\cos x_{n}\end{array}}\right].}

З умови {\displaystyle \det |{\hat {M}}-\lambda {\hat {I}}|=0} можна визначити власні значення матриці {\displaystyle {\hat {M}}} для обидвох стаціонарних точок [{\displaystyle (0,0)} та {\displaystyle (\pi ,0)}]:

{\displaystyle \lambda _{\pm }^{(0,0)}={\frac {2+K{\pm }{\sqrt {K^{2}+4K}}}{2}}~,}
{\displaystyle \lambda _{\pm }^{(\pi ,0)}={\frac {2-K{\pm }{\sqrt {K^{2}-4K}}}{2}}~.}

Оскільки K>0, то звідси випливає нерівність {\displaystyle \lambda _{+}^{(0,0)}>1}. В той же час справедлива нерівність {\displaystyle \lambda _{-}^{(0,0)}<\lambda _{+}^{(0,0)}<1} для довільних K>0. Таким чином стаціонарна точка {\displaystyle (0,0)} є нестійкою гіперболічною точкою. Стаціонарна точка {\displaystyle (\pi ,0)}
є стійкою еліптичною точкою при {\displaystyle 0\geq K<4}, оскільки тоді {\displaystyle \Re \left|\lambda _{\pm }^{(\pi ,0)}\right|=1}. Для {\displaystyle K\geq 4} стаціонарна точка {\displaystyle (\pi ,0)} втрачає стійкість і стає гіперболічною.

Нижче критичного значення параметру, {\displaystyle K<K_{c}} (Рис. 1) інваріантні тори ділять фазовий простір системи так, що момент імпульсу p є обмеженим — іншими словами, дифузія p в стохастичному шарі не може виходити за границі, обмежені інваріантними торами. Золотий інваріантний тор руйнується коли число обертання досягає значення {\displaystyle r_{g}=({\sqrt {5}}-1)/2}, що відповідає критичному значенню параметра {\displaystyle K_{g}=0.971635...} (фазовий простір системи для {\displaystyle K=0.971635} зображено на Рис. 2). Зараз строго не доведено, що {\displaystyle K_{c}=K_{g}}, проте чисельні розрахунки свідчать, що це найімовірніше так. На сьогоні існує лише строге доведення того, що при {\displaystyle K>63/64=0.984375...}. При {\displaystyle K>K_{c}} спостерігається режим глобального хаосу, коли стохастичне море з окремими острівцями стійкості покриває весь фазовий простір (див. рис. 3.). Інваріантних торів, що обмежують еволюцію в фазовому просторі, вже немає і можна говорити про дифузію траєкторії в хаотичному морі.
Ентропія Колмогорова-Синая стандартного відображення добре описується співвідношенням {\displaystyle h\approx \ln(K/2)}
для значень контрольного параметра {\displaystyle K>4}

## Квантове стандартне відображення
Перехід до квантового стандартного відображення відбувається заміною динамічних змінних {\displaystyle (p,x)} квантовомеханічними операторами {\displaystyle ({\hat {p}},{\hat {x}})}, що задовільняють комутаційному співвідношенню {\displaystyle [{\hat {p}},{\hat {x}}]=-i\hbar }, де {\displaystyle \hbar } — ефективна безрозмірна стала Планка.
Основною властивістю квантового відображення у порівнянні з класичним є т. зв. явище динамічної локалізації, що полягає в придушенні хаотичної дифузії за рахунок квантових ефектів.

## Застосування
Багато фізичних систем та явищ зводяться до стандартного відображення. Це, зокрема
- Динамкіка частинок в прискорювачах;
- Динаміка комети в Сонячній системі;
- Мікрохвильова іонізація рідбергівських атомів та автоіонізація молекулярних рідбергівських станів;
- Електронний магнетотранспорт в резонансному тунельному діоді;
- Конфайнмент заряджених частинок в дзеркальних магнітних пастках;

### Модель Френкеля— Конторової
Модель Френкеля — Конторової слід виділити окремо як першу модель, в якій рівняння стандартного відображення були
записані аналітично. Ця модель використовується для опису динаміки дислокацій, моношарів на поверхнях кристалів, хвиль густини заряду, сухого тертя. Модель у стаціонарному випадку задає зв'язок між положеннями взаємодіючих частинок (наприклад атомів) в полі просторово-періодичного потенціалу. Функція Гамільтона одновимірного ланцюжка атомів, що взаємодіють з найближчими сусідами через параболічний потенціал взаємодії та знаходяться в полі косинусоїдального потенціалу, який описує кристалічну поверхню, має насутпний вигляд:

{\displaystyle H=\sum _{n}\left({P_{n}^{2} \over 2}+{(x_{n+1}-x_{n})^{2} \over 2}-K\cos x_{n}\right)~,~~~P_{n}={\dot {x}}_{n}~.}

Тут {\displaystyle x_{n}} — відхилення атома від свого положення рівноваги. У стаціонарному випадку ({\displaystyle P_{n}\equiv 0}) це призводить до наступного рівняння

{\displaystyle x_{n+1}-2x_{n}+x_{n-1}=K\sin x_{n}~,}

яке заміною {\displaystyle p_{n+1}=x_{n+1}-x_{n}} можна звести до звичайного запису стандартного відображення.